# 楊宗稷
楊宗稷（よう そうしょく、英語: YANG Zong-ji、1863年 - 1931年）は、中国近代の古琴家である。名は「宗稷」、字は「時百」、号は「九嶷山人」。寧遠県清水橋の人。広陵派を参考にして、「九嶷派」を創立した。

## 経歴
1948年、20歳で本格的に古琴を学ぶようになる。1908年、黄勉之について「吟猱の法」を学んだ。1964年、36歳の時に北京に居宅を定め、弟子を取って教えるようになる。彼が記した『琴学叢書』は、琴の理論や琴曲32曲を含む総合的な書物である。

## 弟子
古琴家として有名な彼の門下生には管平湖がいる。また楊宗稷の子の楊葆元も古琴家になった。

## 関連書籍
- 呉叶（簡体中文）『楊宗稷及其"琴学叢書"研究』人民音楽出版社、中国北京市〈21世紀中国音楽学文庫〉、2015年3月1日（原著2011年）。ISBN 9787103048887。2018年1月14日閲覧。
- 陳 応時[著] , 山寺 三知[訳] [訳]「中国古楽譜研究の回顧と展望」『國學院大學北海道短期大学部紀要 28』2011年 CiNii
- 九疑山人楊宗稷纂輯・男葆元校字『琴学叢書』中国書店、1993年CiNii